# Långkok
Långkok är en matlagningsmetod där man kokar maträtten under lång tid och på låg värme för att den ska bli mustig. Ett långkoks tid varierar beroende på råvaran. För långkok med kött är det fördelaktigt om köttet är kraftigt och innehåller fett och bindväv. Vid långkok med magert kött finns risk att det blir torrt och hårt. Det har utvecklats särskilda eldrivna grytor för långkok som på svenska kallas långsamkokare eller slökokare.
Under 1800-talet var långkok vanligt för att hålla vedspisen varm länge.